# Sutura metópica
A Sutura metópica é a parte remansescene da sutura frontal que permanece em cerca de 8% da população. A sutura frontal une as duas metades do osso frontal do crânio e desaparece por volta dos 5 meses de gestação.